# Inermonephtys foretmontardoi
Inermonephtys foretmontardoi är en ringmaskart som beskrevs av Ravara, Cunha och Pleijel 20. Inermonephtys foretmontardoi ingår i släktet Inermonephtys och familjen Nephtyidae. Inga underarter finns listade i Catalogue of Life.